# Мариани, Пьетро
Пьетро Мариани (итал. Pietro Mariani; род. 9 июня 1962, Риети, Италия) — итальянский футболист, игравший на позиции защитника, полузащитника, в частности, за «Торино» и молодежную сборную Италии. По завершении игровой карьеры — тренер и предприниматель.

## Биография
Родился 9 июня 1962 года в городе Риети. Воспитанник футбольной школы клуба «Торино». Взрослую футбольную карьеру начал в 1978 году в основной команде того же клуба, в которой провел четыре сезона, приняв участие в 49 матчах чемпионата.
В течение 1982—1983 годов был арендован «Катандзаро», которому помог сохранить место в Серии A, после чего вернулся в «Торино». Вернувшись в туринскую команде не сумел вернуть себе место в ее основном составе и на протяжении следующих четырех сезонов добавил в свой актив лишь 16 игр в первенстве Италии.
Поэтому в 1987 году перешел к второлиговой «Брешии», в котором на протяжении трех сезонов был одним из ключевых игроков. В 1990 году перешел в «Болонье», в составе которой провел два сезона, которые были последними для него в Серии A.
В дальнейшем играл во втором, третьем и даже четвертом дивизионах итальянского футбола за «Венецию», «Савойю», «Фиделис Андрию», «Падову» и «Беневенто».
Завершил профессиональную игровую карьеру в клубе Серии D «Рієті» из родного города, за команду которого выступал в течение 2001—2003 годов, завершив игровую карьеру в 41 год.

### Выступления за сборную
В 1981 году дебютировал в составе юношеской сборной Италии (U-20).
В течение 1980—1982 годов привлекался в состав молодежной сборной Италии. На молодежном уровне сыграл в 8 официальных матчах.
Карьера тренера
Начал тренерскую карьеру сразу же по завершении карьеры игрока, в 2003 году, войдя в тренерский штаб главной команды клуба «Беневенто». Впоследствии в течение 2007—2009 годов тренировал одну из юношеских команд клуба.
Пока последним местом тренерской работы была команда «Риети», главным тренером которой Пьетро Мариани был с 2009 по 2010 год.
Руководит компанией по продаже спортивных товаров Mariani Sport , комментирует матчи на телеканале LabTV.